# 김명남 (번역가)
김명남은 대한민국의 번역가이다.
카이스트 화학과를 졸업하고 서울대 환경대학원에서 환경정책을 공부했다. 1999년 동아일보에 수습기자로 입사해서 2000년부터 근무했으나 그해에 그만두었다. 인터넷 서점 알라딘 편집팀장을 지냈고 2006년 9월부터 전업 전문번역가로 활동하고 있다. 《우리 본성의 선한 천사》로 제55회 한국출판문화상 번역 부문을 수상했다.

## 저서
역서
- 《길 잃기 안내서 (더 멀리 나아가려는 당신을 위한 지도들)》 2018년 11월 ISBN 9791189198404
- 《비커밍 (Becoming)》 2018년 11월 ISBN 9788901227580
- 《이것은 이름들의 전쟁이다》 2018년 10월 ISBN 9788936476793
- 《사라진 소방차》 2018년 9월 ISBN 9788954652971
- 《재밌다고들 하지만 나는 두 번 다시 하지 않을 일 (Consider the Lobster and Other Essays)》 2018년 4월 ISBN 9788955614909
- 《우리 몸》 2018년 3월 ISBN 9788961105224
- 《발명》 2018년 3월 ISBN 9788961105170
- 《케네스 포드의 양자물리학 강의》 2018년 2월 ISBN 9788955614633
- 《일곱 원소 이야기 (주기율표의 마지막 빈칸을  둘러싼 인간의 과학사)》 2018년 2월 ISBN 9788958205128
- 《놀라운 인체의 원리 (데이비드 맥컬레이의 인체 그림 백과)》 2017년 12월 ISBN 9791188413034
- 《여자들은 자꾸 같은 질문을 받는다》 2017년 8월 ISBN 9788936474416
- 《인체 완전판 (몸의 모든 것을 담은 인체 대백과사전)》 2017년 7월 ISBN 9788983718365
- 《생명의 나무 (찰스 다윈과 진화론)》 2017년 7월 ISBN 9788952784803
- 《하늘을 나는 어린 왕자》 2017년 7월 ISBN 9788952784797
- 《사라지는 동물 친구들 (숨은그림찾기로 만나는 50마리 멸종 위기 동물)》 2017년 7월 ISBN 9791186825136
- 《휴먼 에이지 (호모사피엔스사피엔스의 지구사용법)》 2017년 5월 ISBN 9788954645201
- 《로재나》 2017년 2월 ISBN 9788954644433
- 《연기처럼 사라진 남자》 2017년 2월 ISBN 9788954644440
- 《마이 버자이너 (세상의 기원, 내 몸 안의 우주)》 2017년 2월 ISBN 9788962621716
- 《젭토스페이스 (힉스 입자를 발견한 LHC 물리학의 세계)》 2017년 1월 ISBN 9791160800043
- 《칼 세이건의 말 (우주 그리고 그 너머에 관한 인터뷰)》 2016년 12월 ISBN 9788960902855
- 《리처드 도킨스 자서전 1 (어느 과학자의 탄생)》 2016년 12월 ISBN 9788934976592
- 《리처드 도킨스 자서전 2 (나의 과학 인생)》 2016년 12월 ISBN 9788934976608
- 《면역에 관하여》 2016년 11월 ISBN 9788932918105
- 《프랭크 아인슈타인과 반물질 모터》 2016년 9월 ISBN 9788956057729
- 《지구의 속삭임》 2016년 9월 ISBN 9788983718082
- 《똑똑한 음식책 (귀 얇은 사람을 위한 똑똑한 음식책)》 2016년 8월 ISBN 9788955618549
- 《암흑 물질과 공룡 (우주와 우리는 모두 연결되어 있다,Dark Matter and the Dinosaurs)》 2016년 6월 ISBN 9788983712820
- 《고맙습니다》 2016년 5월 ISBN 9791159920059
- 《틀리지 않는 법 (수학적 사고의 힘)》 2016년 4월 ISBN 9788932917658
- 《지도 위의 인문학 (지도 위에 그려진 인류 문명의 유쾌한 탐험)》 2015년 12월 ISBN 9791130606569
- 《생명에서 생명으로 (인간과 자연, 생명 존재의 순환을 관찰한 생물학자의 기록)》 2015년 11월 ISBN 9788958203322
- 《아인슈타인이 말합니다 (세기의 천재 아인슈타인이 남긴 말)》 2015년 11월 ISBN 9791185415079
- 《미래의 건축 100》 2015년 10월 ISBN 9788954638043
- 《소름》 2015년 6월 ISBN 9788954635776
- 《남자들은 자꾸 나를 가르치려 든다》 2015년 5월 ISBN 9788936472634
- 《젊은 과학도에게 보내는 편지 (현존하는 가장 위대한 과학자, 《개미》, 《통섭》의 저자 에드워드 윌슨이 안내하는 과학자의 삶, 과학의 길!)》 2014년 12월 ISBN 9788965702344
- 《문학은 어떻게 내 삶을 구했는가 (How literature saved my life)》 2014년 11월 ISBN 9788970138985
- 《일렉트릭 유니버스 (전기는 세상을 어떻게 바꾸었는가)》 2014년 10월 ISBN 9791185628066
- 《우리 본성의 선한 천사 (사이언스 클래식 24, 인간은 폭력성과 어떻게 싸워 왔는가)》 2014년 8월 ISBN 9788983716897
- 《시크릿 하우스 (하루 24시간 우리 집에서 벌어지는 특별한 과학 이야기, The Secret House)》 2014년 8월 ISBN 9788901165967
- 《생명의 나무 (찰스 다윈과 진화론)》 2014년 7월 ISBN 9788952780294
- 《하늘을 나는 어린 왕자 (생텍쥐페리의 삶)》 2014년 7월 ISBN 9788952780416
- 《엔지니어의 인문학 수업 (르네상스인을 꿈꾸는 공학도를 위한 필수교양)》 2014년 6월 ISBN 9791185152097
- 《가지 (형태들을 연결하는 관계)》 2014년 4월 ISBN 9788983716538
- 《아주 작은 친구들 (보이지 않는 미생물의 세계)》 2014년 4월 ISBN 9788952770233
- 《정신병을 만드는 사람들 (한 정신 의학자의 정신병 산업에 대한 경고)》 2014년 3월 ISBN 9788983716606
- 《포크를 생각하다 (식탁의 역사)》 2013년 12월 ISBN 9788972915577
- 《쉽게 쓴 후성유전학 (21세기를 바꿀 새로운 유전학을 만나다)》 2013년 12월 ISBN 9788952770691
- 《세상에서 가장 재미있는 진화 (2014 과학창의재단 우수과학도서)》 2013년 7월 ISBN 9788958202554
- 《“새로운”무의식 (정신분석에서 뇌과학으로)》 2013년 1월 ISBN 9788972915348
- 《인체 완전판 (몸의 모든 것을 담은 인체 대백과사전)》 2012년 9월 ISBN 9788983714084
- 《3분 아인슈타인》 2012년 8월 ISBN 9788932915821
- 《다시 만들어진 신 (카우프만, 신성의 재발명을 제안하다)》 2012년 7월 ISBN 9788983714343
- 《블러디 머더 (추리 소설에서 범죄 소설로의 역사)》 2012년 7월 ISBN 9788932471921
- 《일렉트릭 유니버스 (당신이 상상할 수 있는 전기에 관한 모든 것)》 2012년 6월 ISBN 9788997717095
- 《현실, 그 가슴 뛰는 마법 (종교 신화 미신에 속지 말라 현실을 직시하라)》 2012년 4월 ISBN 9788934956969
- 《여덟 마리 새끼 돼지 (스티븐 제이 굴드 자연학 에세이 선집 1)》 2012년 2월 ISBN 9788932316147
- 《지울 수 없는 흔적 (진화는 왜 사실인가)》 2011년 11월 ISBN 9788932471808
- 《신기한 수학 나라의 알렉스 (경이로운 수학의 세계에서 날아온 특파원의 특종기사들)》 2011년 11월 ISBN 9788972915140
- 《코끼리에게 태양이 왜 필요할까요?》 2011년 11월 ISBN 9788952763174
- 《몸에 갇힌 사람들 (불안과 강박을 치유하는 몸의 심리학)》 2011년 7월 ISBN 9788936485719
- 《프랜시스 크릭 (유전부호의 발견자)》 2011년 6월 ISBN 9788932471730
- 《자연자본주의 (지속가능한 발전을 창조하는 신산업 혁명의 패러다임)》 2011년 2월 ISBN 9788996460015
- 《월드체인징 (지구시민용 변화 사용설명서)》 2011년 1월 ISBN 9788955616002
- 《밈 (문화를 창조하는 새로운 복제자)》 2010년 11월 ISBN 9788955615395
- 《세상을 바꾼 독약 한 방울 1 (죽음을 부르는 독극물의 화학사)》 2010년 8월 ISBN 9788983712417
- 《세상을 바꾼 독약 한 방울 2 (제국을 멸망시킨 화학 원소 이야기)》 2010년 8월 ISBN 9788983712424
- 《황금분할》 2010년 7월 ISBN 9788956633329
- 《마야력과 고대의 역법》 2010년 7월 ISBN 9788956633336
- 《물리와 함께하는 50일 (원자에서 우주까지 꼭 알아야 할 과학 이야기)》 2010년 6월 ISBN 9788991239500
- 《우리가 사는 지구, 왜 특별할까요? (What's So Special About Planet Earth?)》 2010년 4월 ISBN 9788952758354
- 《우리는 언젠가 죽는다》 2010년 3월 ISBN 9788954610704
- 《수의 승리 (숫자와 통계에 둘러싸인 현대인의 생활백서)》 2010년 2월 ISBN 9788964600047
- 《북극곰의 집이 녹고 있어요! (네버랜드 지식 그림책 3)》 2010년 2월 ISBN 9788952757456
- 《지상 최대의 쇼 (진화가 펼쳐낸 경이롭고 찬란한 생명의 역사)》 2009년 12월 ISBN 9788934936466
- 《식품진단서 (요리책에는 절대로 나오지 않는 식품의 모든 것)》 2009년 12월 ISBN 9788955615142
- 《지루한 사람과 어울리지 마라 (과학에서 배우는 삶의 교훈)》 2009년 6월 ISBN 9788957091548
- 《놀라운 인체백과 (데이비드 맥컬레이의)》 2009년 6월 ISBN 9788950918965
- 《내 안의 물고기 (물고기에서 인간까지, 35억 년 진화의 비밀)》 2009년 6월 ISBN 9788934934660
- 《갈릴레오 (교회의 적, 과학의 순교자)》 2009년 4월 ISBN 9788983712363
- 《월드체인징 (세상을 바꾸는 월드체인저들의 미래 코드)》 2009년 1월 ISBN 9788955614763

공저
- 《아까운 책 2013 (탐서가 47인, 편집자 42인이 꼽은 지난해 우리가 놓친 명저들)》 2013년 5월 ISBN 9788960513075